# Chiesa della Graziella (Napoli)
La chiesa di Santa Maria delle Grazie detta più comunemente chiesa della Graziella è una delle chiese monumentali di Napoli; è ubicata in via San Bartolomeo, nella zona di Rua Catalana, all'incrocio con vico della Graziella.

## Storia
La chiesa venne eretta nel 1737 al posto della platea del preesistente Teatro San Bartolomeo dall'architetto Angelo Carasale. Successivamente venne ceduta ai Padri Trinitari della Redenzione dei Cattivi.
In seguito all'interessamento dell'associazione culturale CERSIM la chiesa è stata riaperta al pubblico ed attualmente è visitabile con regolarità nei fine settimana. In occasione delle riunioni che si tengono a cadenza mensile e dei concerti da camera in essa organizzati, è possibile ritirare in chiesa gratuitamente del materiale sulla storia del monumento e la guida pubblicata dal CERSIM che illustra la storia dell'edificio e degli oggetti di maggior rilievo artistico in essa contenuti; le opere pittoriche conservate sono da attribuire a Giuseppe Bonito e Nicola Maria Rossi.
A partire dal febbraio 2020 la chiesa è al centro del progetto Festival Corale della Graziella, una rassegna corale che ha lo scopo di far conoscere la chiesa settecentesca e la storia del teatro S.Bartolomeo, fra le realtà che vi collaborano vi sono il Conservatorio Cimarosa di Avellino e l'Istituto Francese di Napoli.
Nelle sue immediate vicinanze si erge un altro storico tempio, la chiesa di Santa Barbara dei Marinai.